# Hamburg-Cranz

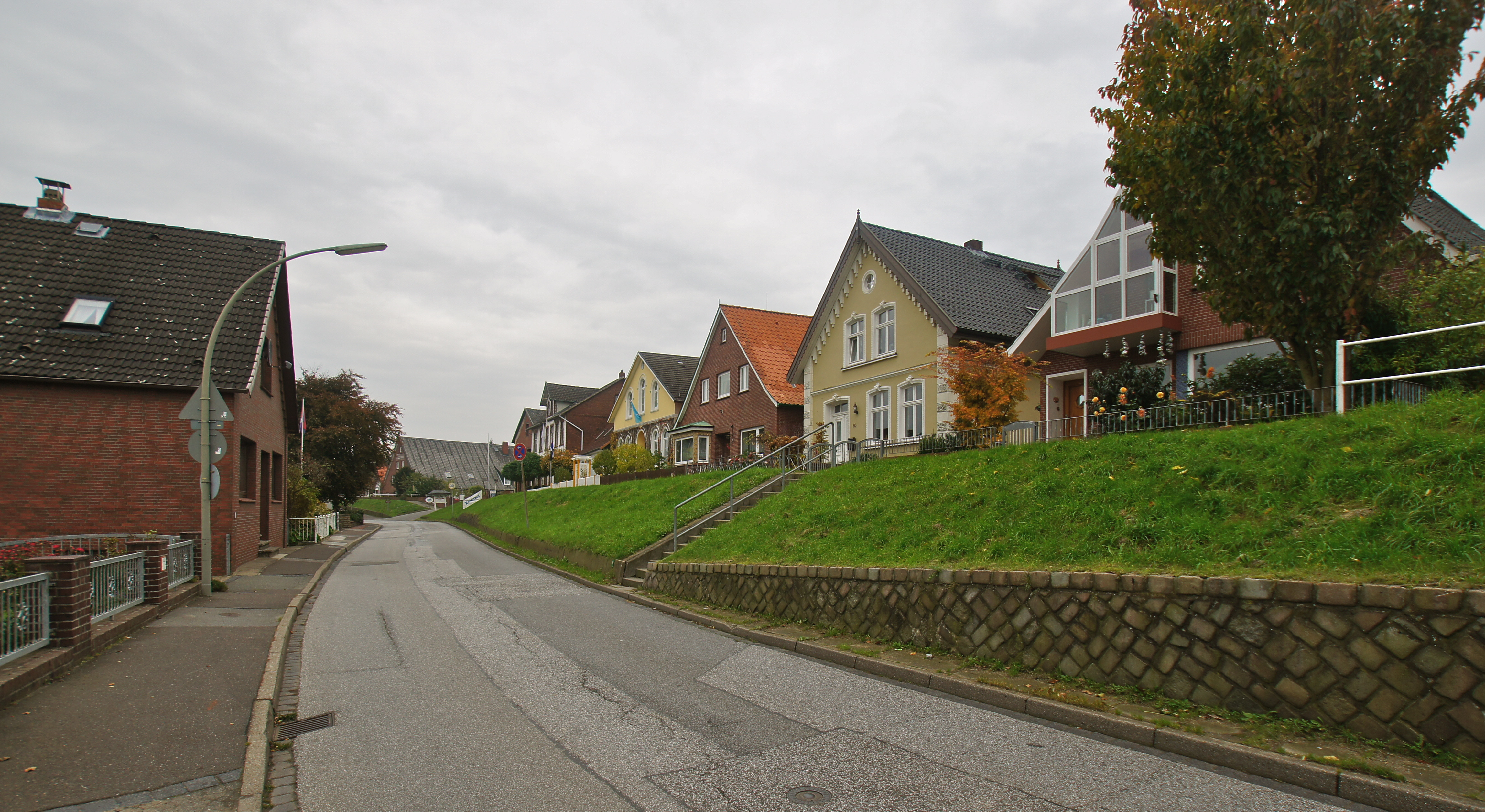
Estedijk in 2012

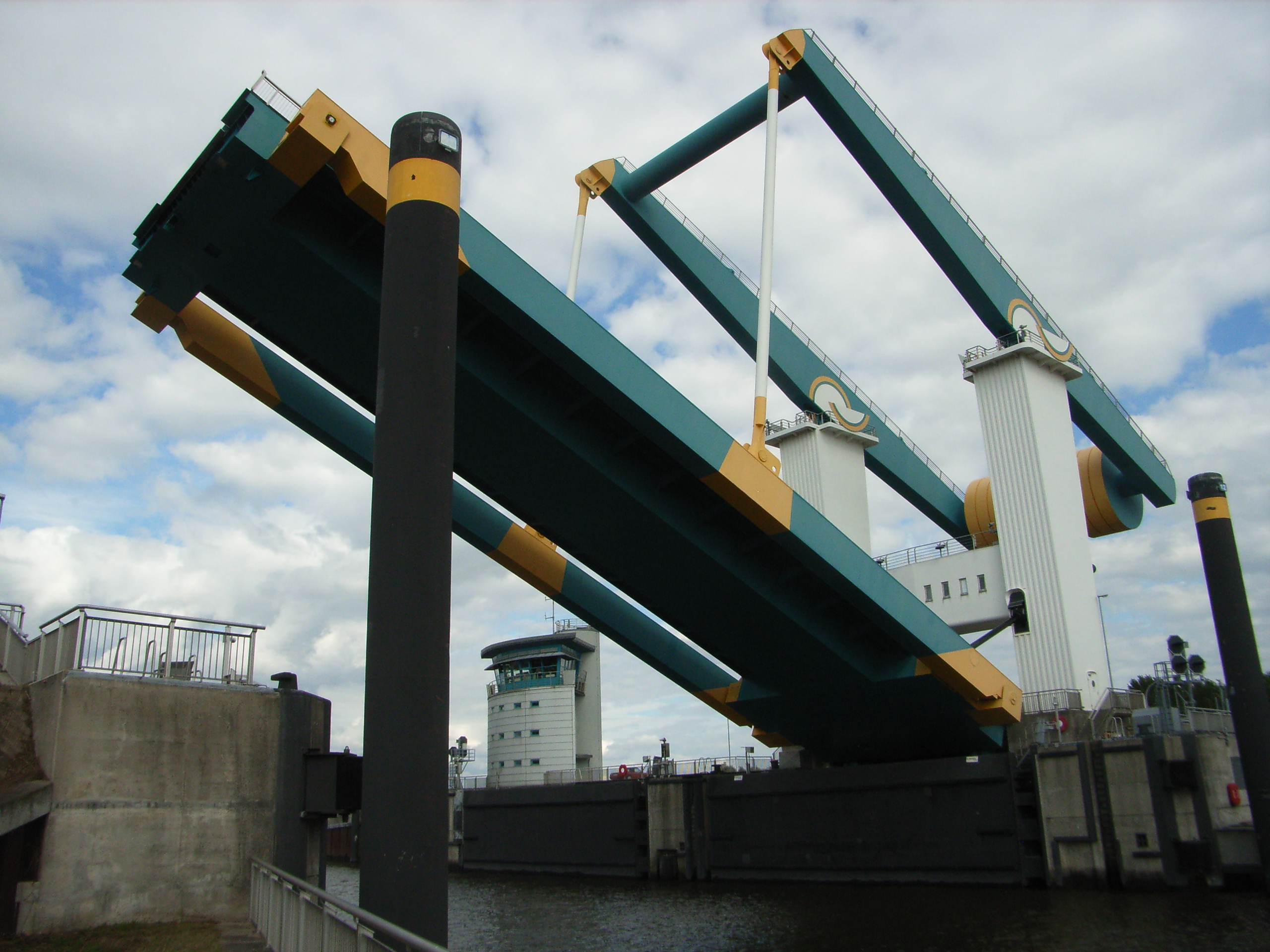
Estedam Cranz met openende basculebrug

Cranz is een stadsdeel van Hamburg in het uiterste westen van het district Hamburg-Harburg op de zuidoever van de Elbe. Het is een geliefde bestemming voor een uitstapje van de Hamburgers.

## Geografie
Het dorp ligt op de overs van Elbe en Este en is geografisch het oostelijkste punt van het Altes Land. Vandaar dat de fruitteelt hier de hoofdactiviteit is. De bebouwing bevindt zich quasi uitsluitend aan en op de dijken van Elbe en Este.

## Geschiedenis
Cranz wordt voor het eerst in 1341 vermeld. De naam zou verwijzen naar de kransvorm van de bebouwing op de dijken.
In de Dertigjarige Oorlog werd Cranz Zweeds, vanaf 1712 Deens. Na de Duits-Deense oorlog behoorde het in 1864 tot het koninkrijk Hannover dat in 1866 door Pruisen werd geannexeerd en behoorde het tot het district Stade.
Door de Groot-Hamburgwet van 1937 werd het bij Hamburg ingelijfd.
In de jaren 1970 werd in het uiterste zuiden een nieuwbouwwijk met appartementen gebouwd, voornamelijk voor werknemers van de nabijgelegen Sietas-scheepswerf.
Na de stormvloed van 1962 werd in de monding van de Este een dam tegen overstromingen gebouwd, met basculebrug.

## Verkeer
Cranz is bereikbaar met de ferry vanuit Blankenese.
Busverbinding is er vanuit Altona over Finkenwerder en langs de westzijde vanuit Stade.